# N6 (Niger)
Die N6 oder RN6 ist eine hochrangige Straße vom Typ Nationalstraße (französisch route nationale) in den Regionen Niamey und Tillabéri in Niger.

## Verlauf und Charakteristik

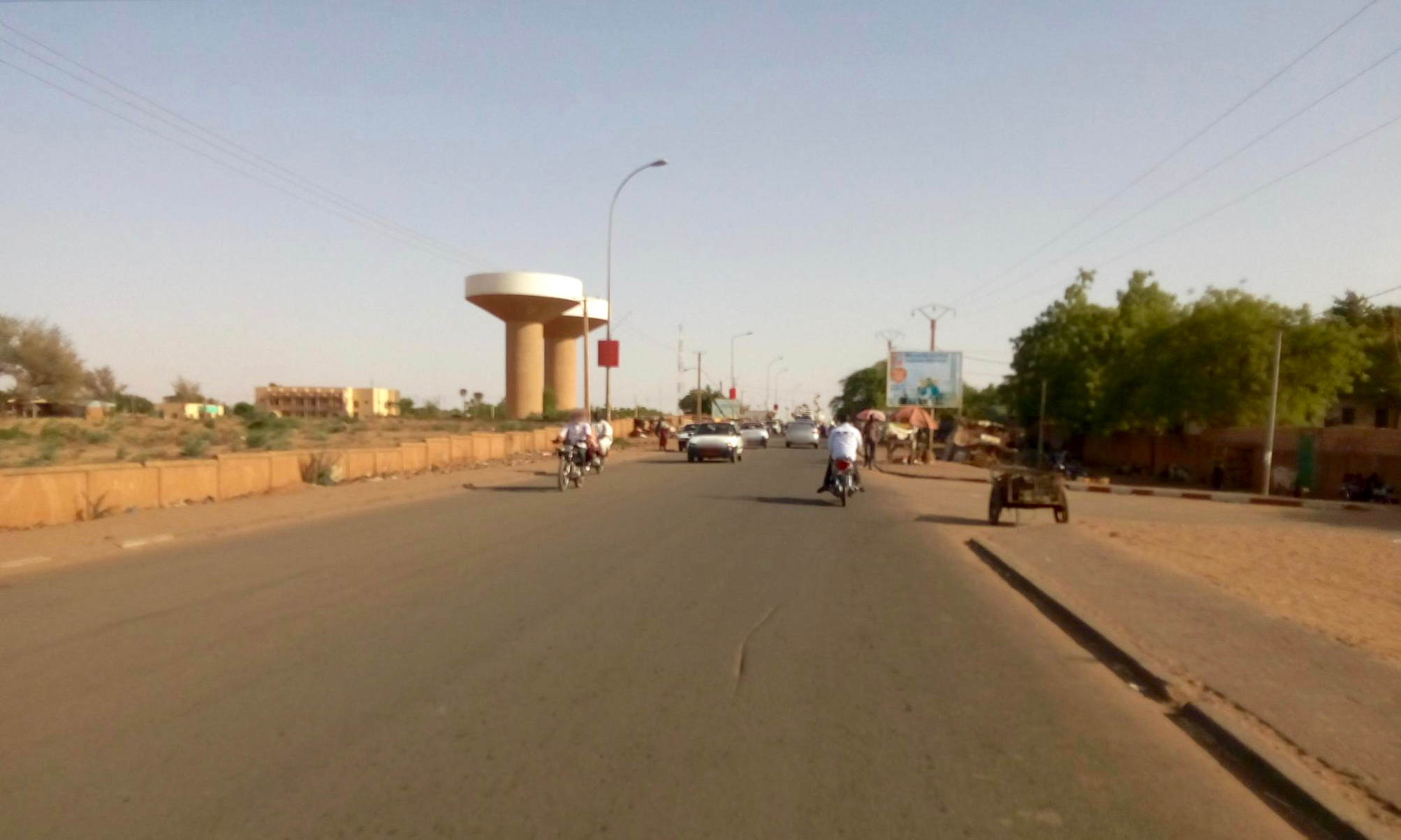
N6 in Niamey (2018)

Die N6 ist insgesamt 119,5 Kilometer lang. Sie beginnt in Terminus, einem Stadtviertel der Hauptstadt Niamey, als Abzweigung von der N31. Sie quert über die 710 Meter lange Kennedybrücke den Strom Niger. Am anderen Flussufer verläuft sie zunächst zwischen dem Gelände der Abdou-Moumouni-Universität Niamey und dem AGRHYMET-Areal bis zur linksseitigen Abzweigung der N27 nach La Tapoa. Die N6 folgt dann den Grenzen zwischen dem Stadtviertel Banga Bana und dem Stadtviertel Karadjé sowie zwischen dem Stadtviertel Nordiré und der informellen Siedlung Zarmagandey. Linker Hand erhebt sich die Hügelkette Trois Sœurs, die die Grenze des besiedelten Stadtgebiets bildet. Im ländlichen Gemeindegebiet von Niamey passiert die Nationalstraße die Dörfer Diamowé und Kourtéré Boubacar und erreicht das Dorf Kourtéré Boubacar Péage, wo rechts die N4 abzweigt, die über Téra zur Staatsgrenze mit Burkina Faso führt. Die N6 verläuft weiter am Ortsrand der Weiler Chantier Kourtéré, Djadjiré, Yowaré und Bougoum bis zur Grenze zwischen den Regionen Niamey und Tillabéri.
Danach zweigt rechts die Route 666 nach Tiouridi Maoudé ab. Im Dorf Kobadjé folgen die linksseitige Abzweigung der Landstraße RR6-002 nach Say und die rechtsseitige Abzweigung der Route 689 nach Nialagaré. Die N6 führt dann durch den Weiler Laoudou. Im Departementshauptort Torodi zweigen rechts die Route 665 nach Magou und links die Route 667 nach Adaré Rimaïbé ab. Nachdem die N6 das Dorf Niakatiré passiert hat, erreicht sie den Gemeindehauptort Makalondi, wo rechts die Route 669 nach Kiki und links die Route 668 nach Tientienga Fulbé abzweigen. Nach dem Dorf Mossi Paga endet die Nationalstraße an der Staatsgrenze zu Burkina Faso.
Die N6 ist neun Meter breit, wobei die Fahrbahnbreite sieben Meter beträgt. Sie ist die wichtigste Straßenverbindung von Niger nach Burkina Faso und gehört im System der Trans-African Highways zum Dakar-N’Djamena-Highway. Sie ist von großer Bedeutung für den Import unter anderem von Getreide, Lebensmitteln, Textilien und Baumaterialien. Für das Binnenland Niger ist sie eine wichtige Etappe auf dem Weg zu den Meereshäfen von Abidjan, Lomé, Takoradi und Tema.

## Geschichte
Die N6 war bis 1981 eine Erdstraße, die vor allem in der Regenzeit schwer nutzbar war. Von 1981 bis 1984 wurde sie asphaltiert. Die finanziellen Mittel dafür stellte die Bundesrepublik Deutschland über die Kreditanstalt für Wiederaufbau zur Verfügung. Eine Sanierung wurde 2005 abgeschlossen. Die Befahrung mit Lastwagen mit Überlast führte bald wieder zu Straßenschäden.